# Brigade
En brigade (BDE) er en hærafdeling (afledt af italiensk: briga, der betyder strid).
En brigade består normalt af tre til fem bataljoner og omfatter mellem 3.500 og 5.000 soldater. Brigaden betegnes ofte som en troppeenhed. Det er den mindste enhed, som indeholder elementer af forskellige våbenarter, kamptropper såsom infanteri og kampvogne, artilleri, ingeniørtropper, forsyningstropper osv., og det er den mindste enhed, som på egen hånd kan udføre operationer af flere dages varighed.
En brigade indgår ofte i en division. En brigade er ækvivalent med en romersk legion.
Chefen for en brigade er oberst eller brigadegeneral. Brigadegeneralen betegnes ofte som brigadér.

## Danmark
I Danmark har vi to brigader
1. Brigade har en brigadegeneral som chef, og står for uddannelse og ledelse af de enheder der skal udsendes til internationale operationer og de enheder som er i NATO's høje beredskab (NATO Response Force)
2. Brigade har en Brigadegeneral som chef, og står for uddannelse og ledelse af de enheder der er i almindelig hjemligt beredskab.
Under den kolde krig havde den danske hær fem brigader. To af brigaderne var på Sjælland til at imødegå Warszawapagtens landgang på østvendte kyster eller fra luftlandsætninger længere inde på Sjælland. De tre andre indgik i Jyske Division, der i tilfælde af tredje verdenskrig kunne hjælpe andre NATO-tropper i Nordtyskland.